# Championnat du Nicaragua de football 2009-2010
Navigation
Saison précédente Saison suivante
La Primera División 2009-2010 est la soixante-septième édition de la première division nicaraguayenne.
Lors de ce tournoi, le Real Estelí FC a conservé son titre de champion du Nicaragua face aux sept meilleurs clubs nicaraguayens.
La saison était divisée en deux tournois, l'Apertura et le Clausura, les deux vainqueurs se sont disputé le titre de champion à la fin de la saison.
Lors du premier tournoi, chacun des huit clubs participant était confronté deux fois aux sept autres équipes. Puis les quatre meilleurs se sont affrontés lors d'une phase finale à la fin de la saison.
Lors du second tournoi, des huit clubs participant était confronté deux fois aux sept autres équipes. Puis les quatre meilleurs se sont affrontés lors d'une phase finale à la fin de la saison.
Seulement une place était qualificative pour la Ligue des champions de la CONCACAF.

## Les 8 clubs participants
| \| Chinandega FC VCP Chinandega Deportivo Ocotal Diriangén FC Real Estelí FC Real Madriz Chinandega FC VCP Chinandega Deportivo Walter Ferreti Xilotepelt FC \| Localisation des clubs. |
| Chinandega FC VCP Chinandega Deportivo Ocotal Diriangén FC Real Estelí FC Real Madriz Chinandega FC VCP Chinandega Deportivo Walter Ferreti Xilotepelt FC                               |

| Club                     | Stade                                        | Capacité          | Ville      |
| Chinandega FC (en)       | Stade Efraín Tijerino                        | 8 000             | Chinandega |
| Deportivo Ocotal (en)    | Stade Roy Fernandez Bermuda                  | 3 000             | Ocotal     |
| Diriangén FC             | Stade Cacique Diriangén                      | 7 500             | Diriamba   |
| Real Estelí FC           | Stade de l'Indépendance                      | 4 800             | Estelí     |
| Real Madriz              | Stade Municipal de Somoto                    | 3 000             | Somoto     |
| VCP Chinandega (en)      | Stade inconnu                                | Capacité inconnue | Chinandega |
| Deportivo Walter Ferreti | Stade Olympique de l'Indépendance de Managua | 8 000             | Managua    |
| Xilotepelt FC            | Stade Pedro Selva                            | 12 000            | Jinotepe   |

## Tournoi Apertura
Le tournoi Apertura se déroule de la façon suivantes, en trois phases :
- La phase régulière : les quatorze journées de championnat.
- La seconde phase : les six journées de championnat supplémentaire.
- La finale : la confrontation aller-retour entre les deux meilleures équipes.

### Phase régulière
Lors de la phase régulière les huit équipes affrontent à deux reprises les sept autres équipes selon un calendrier tiré aléatoirement.
Les quatre meilleures équipes sont directement qualifiées pour la seconde phase.
Le classement est établi sur le barème de points classique (victoire à 3 points, match nul à 1, défaite à 0).
Le départage final se fait selon les critères suivants :
- Le nombre de points.
- La différence de buts générale.
- Le nombre de buts marqué.

#### Classement
| Rang | Équipe                   | Pts | J  | G | N | P  | Bp | Bc | Diff |
| ---- | ------------------------ | --- | -- | - | - | -- | -- | -- | ---- |
| 1    | Deportivo Walter Ferreti | 25  | 14 | 6 | 7 | 1  | 19 | 12 | +7   |
| 2    | VCP Chinandega (en)      | 23  | 14 | 6 | 5 | 3  | 16 | 11 | +5   |
| 3    | Diriangén FC             | 22  | 14 | 6 | 4 | 4  | 23 | 9  | +14  |
| 4    | Real Estelí FC (T)       | 21  | 14 | 5 | 6 | 3  | 21 | 12 | +9   |
| 5    | Xilotepelt FC            | 20  | 14 | 4 | 8 | 2  | 26 | 22 | +4   |
| 6    | Real Madriz              | 17  | 14 | 5 | 2 | 7  | 14 | 25 | -11  |
| 7    | Deportivo Ocotal (en)    | 14  | 14 | 3 | 5 | 6  | 12 | 17 | -5   |
| 8    | Chinandega FC (en) (P)   | 6   | 14 | 1 | 3 | 10 | 13 | 36 | -23  |

| Légende : Qualifications et relégations | Légende : Qualifications et relégations                  |
| --------------------------------------- | -------------------------------------------------------- |
|                                         | Qualifié pour la seconde phase                           |
|                                         | (T) : Tenant du titre (P) : Promu de la saison 2008-2009 |

#### Matchs
| Résultats (▼dom., ►ext.)                                   | Chi | Dir | Dep | REs | RMa | VCP | Wal | Xil |
| Chinandega FC (en)                                         |     | 1-4 | 1-1 | 1-1 | 1-2 | 2-3 | 0-2 | 2-2 |
| Diriangén FC                                               | 7-0 |     | 0-0 | 2-0 | 3-0 | 1-1 | 1-1 | 2-3 |
| Deportivo Ocotal (en)                                      | 1-0 | 1-0 |     | 0-0 | 1-2 | 0-0 | 0-1 | 1-4 |
| Real Estelí FC                                             | 6-0 | 0-0 | 1-3 |     | 1-0 | 1-0 | 2-2 | 4-0 |
| Real Madriz                                                | 1-0 | 1-0 | 1-0 | 0-2 |     | 1-2 | 1-1 | 2-2 |
| VCP Chinandega (en)                                        | 0-1 | 1-0 | 2-1 | 2-1 | 3-0 |     | 0-1 | 0-0 |
| Deportivo Walter Ferreti                                   | 2-1 | 0-2 | 3-1 | 1-1 | 4-2 | 0-0 |     | 0-0 |
| Xilotepelt FC                                              | 4-3 | 0-1 | 2-2 | 1-1 | 5-1 | 2-2 | 1-1 |     |
| - Victoire à domicile - Match nul - Victoire à l'extérieur |     |     |     |     |     |     |     |     |

### Seconde phase
Lors de la seconde phase régulière les quatre équipes qualifiées affrontent à deux reprises les trois autres équipes selon un calendrier tiré aléatoirement.
Les deux meilleures équipes sont directement qualifiées pour la finale.
Le classement est établi sur le barème de points classique (victoire à 3 points, match nul à 1, défaite à 0).
Le départage final se fait selon les critères suivants :
- Le nombre de points.
- La différence de buts générale.
- Le nombre de buts marqué.

#### Classement
| Rang | Équipe                   | Pts | J | G | N | P | Bp | Bc | Diff |
| ---- | ------------------------ | --- | - | - | - | - | -- | -- | ---- |
| 1    | Deportivo Walter Ferreti | 10  | 6 | 2 | 4 | 0 | 11 | 4  | +7   |
| 2    | Real Estelí FC (T)       | 10  | 6 | 2 | 4 | 0 | 5  | 2  | +3   |
| 3    | Diriangén FC             | 8   | 6 | 2 | 2 | 2 | 7  | 6  | +1   |
| 4    | VCP Chinandega (en)      | 2   | 6 | 0 | 2 | 4 | 0  | 11 | -11  |

| Légende : Qualifications et relégations | Légende : Qualifications et relégations |
| --------------------------------------- | --------------------------------------- |
|                                         | Qualifié pour la finale                 |
|                                         | (T) : Tenant du titre                   |

#### Matchs
| Résultats (▼dom., ►ext.)                                   | Dir | REs | VCP | Wal |
| Diriangén FC                                               |     | 1-1 | 2-0 | 1-2 |
| Real Estelí FC                                             | 1-0 |     | 2-0 | 0-0 |
| VCP Chinandega (en)                                        | 0-1 | 0-0 |     | 0-0 |
| Deportivo Walter Ferreti                                   | 2-2 | 1-1 | 6-0 |     |
| - Victoire à domicile - Match nul - Victoire à l'extérieur |     |     |     |     |

### Finale
| Match aller      | Real Estelí FC              | 1:0   | Deportivo Walter Ferreti | Stade de l'Indépendance |  |
| 20 décembre 2009 | Clayton da Cunha 72e (pen.) | (0:0) |                          |                         |  |

| Match retour     | Deportivo Walter Ferreti                                                               | 4:1   | Real Estelí FC              | Stade Ol. de l'Ind. de Managua |  |
| 27 décembre 2009 | Denis Espinoza 15e (pen.) · Wilber Sánchez 39e · David Da Silva 41e · Armando Cruz 80e | (3:1) | Clayton da Cunha 10e (pen.) |                                |  |

## Tournoi Clausura
Le tournoi Clausura se déroule de la même façon que les tournois saisonniers précédents, en trois phases :
- La phase régulière : les quatorze journées de championnat.
- La seconde phase : les six journées de championnat supplémentaire.
- La finale : la confrontation aller-retour entre les deux meilleures équipes.

### Phase régulière
Lors de la phase régulière les huit équipes affrontent à deux reprises les sept autres équipes selon un calendrier tiré aléatoirement.
Les quatre meilleures équipes sont directement qualifiées pour la seconde phase.
Le classement est établi sur le barème de points classique (victoire à 3 points, match nul à 1, défaite à 0).
Le départage final se fait selon les critères suivants :
- Le nombre de points.
- La différence de buts générale.
- Le nombre de buts marqué.

#### Classement
| Rang | Équipe                   | Pts | J  | G | N | P  | Bp | Bc | Diff |
| ---- | ------------------------ | --- | -- | - | - | -- | -- | -- | ---- |
| 1    | Real Estelí FC (T)       | 30  | 14 | 9 | 3 | 2  | 25 | 7  | +18  |
| 2    | Deportivo Walter Ferreti | 26  | 14 | 7 | 5 | 2  | 22 | 10 | +12  |
| 3    | VCP Chinandega (en)      | 23  | 14 | 7 | 2 | 5  | 22 | 29 | -7   |
| 4    | Diriangén FC             | 22  | 14 | 7 | 1 | 6  | 25 | 15 | +10  |
| 5    | Deportivo Ocotal (en)    | 19  | 14 | 4 | 7 | 3  | 18 | 14 | +4   |
| 6    | Xilotepelt FC            | 19  | 14 | 6 | 1 | 7  | 23 | 26 | -3   |
| 7    | Chinandega FC (en) (P)   | 12  | 14 | 3 | 3 | 8  | 11 | 25 | -14  |
| 8    | Real Madriz              | 5   | 14 | 1 | 2 | 11 | 9  | 29 | -20  |

| Légende : Qualifications et relégations | Légende : Qualifications et relégations                       |
| --------------------------------------- | ------------------------------------------------------------- |
|                                         | Qualifié pour la seconde phase                                |
|                                         | (T) : Tenant du titre (P) : Promu lors de la saison 2008-2009 |

#### Matchs
| Résultats (▼dom., ►ext.)                                   | Chi | Dir | Dep | REs | RMa | VCP | Wal | Xil |
| Chinandega FC (en)                                         |     | 1-0 | 2-2 | 0-0 | 2-2 | 1-2 | 1-2 | 1-2 |
| Diriangén FC                                               | 3-0 |     | 2-1 | 0-1 | 2-1 | 6-0 | 0-3 | 2-0 |
| Deportivo Ocotal (en)                                      | 3-0 | 2-2 |     | 0-3 | 1-0 | 0-0 | 0-0 | 2-0 |
| Real Estelí FC                                             | 4-0 | 1-0 | 1-0 |     | 3-0 | 0-1 | 1-1 | 4-0 |
| Real Madriz                                                | 0-1 | 0-2 | 2-2 | 0-2 |     | 0-2 | 1-0 | 1-4 |
| VCP Chinandega (en)                                        | 1-2 | 3-2 | 1-1 | 3-2 | 2-1 |     | 3-1 | 1-3 |
| Deportivo Walter Ferreti                                   | 1-0 | 1-0 | 1-1 | 2-2 | 3-0 | 4-0 |     | 2-0 |
| Xilotepelt FC                                              | 3-0 | 1-4 | 0-3 | 0-1 | 3-1 | 6-3 | 1-1 |     |
| - Victoire à domicile - Match nul - Victoire à l'extérieur |     |     |     |     |     |     |     |     |

### Seconde phase
Lors de la seconde phase régulière les quatre équipes qualifiées affrontent à deux reprises les trois autres équipes selon un calendrier tiré aléatoirement.
Les deux meilleures équipes sont directement qualifiées pour la finale.
Le classement est établi sur le barème de points classique (victoire à 3 points, match nul à 1, défaite à 0).
Le départage final se fait selon les critères suivants :
- Le nombre de points.
- La différence de buts générale.
- Le nombre de buts marqué.

#### Classement
| Rang | Équipe                   | Pts | J | G | N | P | Bp | Bc | Diff |
| ---- | ------------------------ | --- | - | - | - | - | -- | -- | ---- |
| 1    | Real Estelí FC (T)       | 13  | 6 | 4 | 1 | 1 | 9  | 5  | +4   |
| 2    | Deportivo Walter Ferreti | 12  | 6 | 4 | 0 | 2 | 12 | 6  | +6   |
| 3    | Diriangén FC             | 10  | 6 | 3 | 1 | 2 | 7  | 6  | +1   |
| 4    | VCP Chinandega (en)      | 0   | 6 | 0 | 0 | 6 | 7  | 18 | -11  |

| Légende : Qualifications et relégations | Légende : Qualifications et relégations |
| --------------------------------------- | --------------------------------------- |
|                                         | Qualifié pour la finale                 |
|                                         | (T) : Tenant du titre                   |

#### Matchs
| Résultats (▼dom., ►ext.)                                   | Dir | REs | VCP | Wal |
| Diriangén FC                                               |     | 0-1 | 3-1 | 1-0 |
| Real Estelí FC                                             | 0-0 |     | 3-2 | 1-0 |
| VCP Chinandega (en)                                        | 2-3 | 0-2 |     | 1-2 |
| Deportivo Walter Ferreti                                   | 2-0 | 3-2 | 5-1 |     |
| - Victoire à domicile - Match nul - Victoire à l'extérieur |     |     |     |     |

### Finale
| Match aller | Deportivo Walter Ferreti  | 1:1   | Real Estelí FC    | Stade Ol. de l'Ind. de Managua |  |
| 5 mai 2010  | Carlos Mendieta 72e (csc) | (0:1) | Samuel Wilson 32e |                                |  |

| Match retour | Real Estelí FC | 0:0   | Deportivo Walter Ferreti | Stade Municipal de Somoto |  |
| 9 mai 2010   |                | (0:0) |                          |                           |  |

## Classement cumulatif
| Rang | Équipe                       | Pts | J  | G  | N  | P  | Bp | Bc | Diff |
| ---- | ---------------------------- | --- | -- | -- | -- | -- | -- | -- | ---- |
| 1    | Real Estelí FC (C)           | 51  | 28 | 14 | 9  | 5  | 46 | 19 | +27  |
| 2    | Deportivo Walter Ferreti (C) | 51  | 28 | 13 | 12 | 3  | 41 | 22 | +19  |
| 3    | VCP Chinandega (en)          | 46  | 28 | 13 | 7  | 8  | 38 | 40 | -2   |
| 4    | Diriangén FC                 | 44  | 28 | 13 | 5  | 10 | 48 | 24 | +24  |
| 5    | Xilotepelt FC                | 39  | 28 | 10 | 9  | 9  | 49 | 48 | +1   |
| 6    | Deportivo Ocotal (en)        | 33  | 28 | 7  | 12 | 9  | 30 | 31 | -1   |
| 7    | Real Madriz                  | 22  | 28 | 6  | 4  | 18 | 23 | 54 | -31  |
| 8    | Chinandega FC (en) (P)       | 18  | 28 | 4  | 6  | 18 | 24 | 61 | -37  |

| Légende : Qualifications et relégations | Légende : Qualifications et relégations                                              |
| --------------------------------------- | ------------------------------------------------------------------------------------ |
|                                         | Ligue des champions de la CONCACAF 2010-2011 (Tour préliminaire)                     |
|                                         | Qualifié pour le barrage de relégation en Segunda División                           |
|                                         | Relégué en Segunda División                                                          |
|                                         | (C) : Vainqueur d'un des deux tournois de l'année (P) : Promu de la saison 2008-2009 |

## Barrage de relégation
| Club        | Aller | Retour | Club            | Commentaire |
| Real Madriz | 1-1   | 3-1    | América Managua |             |

## Finale du championnat
| Match aller | Real Estelí FC | 0:0   | Deportivo Walter Ferreti | Stade de l'Indépendance |  |
| 30 mai 2010 |                | (0:0) |                          |                         |  |

| Match retour | Deportivo Walter Ferreti | 1:1   | Real Estelí FC   | Stade national Dennis Martínez |  |
| 6 juin 2010  | Ronald Perez 18e         | (1:1) | Rudel Calero 35e |                                |  |

## Bilan du tournoi
| Tableau d'Honneur |                |
| Compétition       | Vainqueur      |
| Primera División  | Real Estelí FC |

| Qualifications continentales 2010-2011 |                |
| Ligue des champions                    | Qualifiés      |
| Tour Préliminaire                      | Real Estelí FC |

| Promotions et relégations   |                    |
| Relégué en Segunda División | Chinandega FC (en) |
| Promu de Segunda División   | Managua FC (en)    |